# Dates des élections municipales en France
 (juin 2025).
Motif : Manque d'intérêt encyclopédique, autant aller voir les pages des élections en question
- Archive Wikiwix
- Bing
- Cairn
- DuckDuckGo
- E. Universalis
- Gallica
- Google
- G. Books
- G. News
- G. Scholar
- Persée
- Qwant
- (zh) Baidu
- (ru) Yandex
- (wd) trouver des œuvres sur Wikidata

| 1. | Préciser le motif de la pose du bandeau. | Précisez le motif de la pose du bandeau en utilisant la syntaxe suivante : {{admissibilité à vérifier\|date=août 2025\|motif=remplacez ce texte par le motif}}                                                 |
| 2. | Informer les utilisateurs concernés.     | Pensez à avertir le créateur de l'article, par exemple, en insérant le code ci-dessous sur sa page de discussion : {{subst:avertissement admissibilité à vérifier\|Dates des élections municipales en France}} |

 (juin 2025).
Si vous disposez d'ouvrages ou d'articles de référence ou si vous connaissez des sites web de qualité traitant du thème abordé ici, merci de compléter l'article en donnant les références utiles à sa vérifiabilité et en les liant à la section « Notes et références ».
Cette page indique les dates des élections municipales en France depuis 1871. En dehors de ces dates d'élections générales, des élections municipales partielles ont également été organisées.

## 1871
Les élections municipales françaises de 1871 se sont déroulées le 30 avril et le 7 mai 1871, en application des dispositions de la loi du 14 avril 1871 sur les élections municipales.
À Paris, les élections ont lieu le 26 mars et le 30 juillet.

## 1874
Les élections municipales françaises de 1874 se sont déroulées les 22 et 29 novembre 1874. Élections_municipales_françaises_de_1874
Les maires et adjoints, proposés par les préfets, sont nommés par le président de la République (loi du 20 janvier 1874 : loi sur les maires et les attributions de police municipale).

## 1878
Les élections municipales se déroulent en France les 6 et 13 janvier 1878.

## 1881
A Paris uniquement, le 9 janvier 1881.

## 1884
Les élections municipales se déroulent en France les 4 et 11 mai 1884.
Il s’agit des premières élections organisées par la loi du 5 avril 1884 sur l'organisation municipale. qui prévoir l'organisation des élections municipales le premier dimanche de mai, avec si nécessaire un deuxième tour le dimanche suivant.

## 1887
A Paris uniquement, le 8 mai 1887.

## 1888
Les élections municipales se déroulent en France (sauf à Paris) le 6 et le 13 mai 1888.

## 1890
A Paris uniquement, le 27  avril 1890.

## 1892
Les élections municipales se déroulent en France (sauf à Paris) le 1er et le 8 mai 1892.

## 1893
A Paris uniquement, le 16 avril 1893.

## 1896
Les élections municipales se déroulent en France les 3 et 10 mai 1896.

## 1900
Les élections municipales se déroulent en France les 6 et 13 mai 1900.

## 1904
Les élections municipales se déroulent en France les 1er et 8 mai 1904.

## 1908
Les élections municipales se déroulent en France les 3 et 10 mai 1908.

## 1912
Les élections municipales se déroulent en France les 5 et 12 mai 1912.

## 1919
Les élections municipales se déroulent en France les 30 novembre et 7 décembre 1919.
La loi du 18 octobre 1919 organise ces élections municipales. Bien que le mandat du conseil soit de 4 ans en vertu de la loi de 1884, le précédent aura duré plus de 7 ans en raison de la Grande Guerre. De même, les élections sont reportées de début mai à fin novembre. Enfin, la loi fixe les prochaines élections au mois de mai 1925, soit un mandat de plus de 5 ans.

## 1925
Les élections municipales se déroulent en France les 3 et 10 mai 1925.

## 1929
Les élections municipales se déroulent en France les 5 et 12 mai 1929.
La loi du 10 avril 1929 porte la durée du mandat à six ans.

## 1935
Les élections municipales se déroulent en France les 5 et 12 mai 1935.

## 1945
Les élections municipales se déroulent les 29 avril et 13 mai 1945.
En raison de la Deuxième guerre mondiale, le mandat précédent aura duré 10 ans, avec d'importantes perturbations entre 1940 et 1944.

## 1947
Les élections municipales se déroulent les 19 et 26 octobre 1947.
Ces élections, ainsi que celles de 1953, sont régies par la loi n° 47-1732 du 5 septembre 1947 fixant le régime général des élections municipales.

## 1953
Les élections municipales se déroulent les 26 avril et 3 mai 1953.

## 1959
Les élections municipales ont lieu les 8 et 15 mars 1959.
Ces élections sont régies par l’ordonnance n°59-230 du 4 février 1959 relative a l'élection des conseillers municipaux des communes de la métropole, des départements d'outre-mer et d'Algérie.
À partir de 1959, les élections municipales ont toujours lieu en mars, sauf exception motivée.

## 1965
Les élections municipales ont lieu les 14 et 21 mars 1965.
La loi n° 64-620 du 27 juin 1964 modifie le mode de scrutin dans les communes de plus de 30 000 habitants.

## 1971
Les élections municipales de 1971 ont lieu les 14 et 21 mars.

## 1977
Les élections municipales françaises de 1977 ont lieu les 13 et 20 mars.
Loi n° 76-665 du 19 juillet 1976 établit le vote par groupes de cantons pour Toulouse et Nice. 

## 1983
Les élections municipales ont lieu les 6 et 13 mars 1983.
Il s’agit des premières élections organisées selon :
- pour Paris, Lyon et Marseille, la loi n°82-1170 du 31 décembre 1982 portant modification de certaines dispositions du code électoral relatives à l’élection des membres du conseil de Paris et des conseils municipaux de Lyon et de Marseille. Reprise partiellement dans les articles L271 et L272 du code électoral.

- Pour les autres communes, la loi n°82-974 du 19 novembre 1982 modifiant le code électoral et le code des communes relative à l'élection des conseillers municipaux […]. Reprise dans l’article L262 du code électoral.

## 1989
Les élections municipales françaises de 1989 se déroulent les 12 et 19 mars

## 1995
Les élections municipales françaises de 1995 se déroulent les 11 et 18 juin.
Les élections municipales de 1995 se déroulent en juin, et non en mars, pour éviter qu’elles se tiennent pendant la campagne de l’élection présidentielle.

## 2001
Les élections municipales françaises de 2001 se déroulent les 11 et 18 mars.

## 2008
Le premier tour a lieu le 9 et le second le 16 mars 2008. Les élections municipales auraient dû avoir lieu en 2007. Mais en raison de l'élection présidentielle, le mandat des élus de 2001 a été prolongé d'un an.

## 2014
Les élections municipales françaises de 2014 ont lieu les 23 et 30 mars 2014.

## 2020
Le premier tour se tient de façon controversée le 15 mars 2020, en pleine pandémie de maladie à coronavirus (Covid-19). En raison de celle-ci, le second tour, initialement prévu le 22 mars, est d'abord reporté sine die, puis au 28 juin suivant.